# 仁川百合野町地すべり資料館
仁川百合野町地区地すべり資料館（にがわゆりのちょうちくじすべりしりょうかん）は、兵庫県西宮市にある地すべりに関する資料館。兵庫県阪神南県民センター県土整備部河川砂防課の所管である。兵庫県立甲山森林公園の東隣にある。

## 概要
1995年1月17日早朝の兵庫県南部地震によって、西宮市甲山の阪神水道企業団甲山事業所北斜面で、幅約100m、長さ約100m、深さ15m、移動土塊約10万m3という大規模な地すべりが発生した。この地すべりで斜面東側に位置する仁川百合野町と仁川6丁目の家屋13戸が押しつぶされ、住民34名が死亡した。災害から2年後の1997年11月18日、被害状況と土砂災害の恐ろしさ、災害対策の仕組みなどを学べる施設として、災害現場の一角に本資料館が開館した。
資料館は2階建てで、ビデオ映像・パネル展示・ジオラマ模型などを備える。資料館の近くには慰霊碑が建つ。資料館周辺にはアジサイやスイセンなどの花々が植えられ、地すべりが発生した斜面には地域住民団体「ゆりの会」が2004年からシバザクラを植えており、現在では6000株を超える花の名所となっている。震災の発生時期には、2002年から毎年「ゆりの会」が地すべり資料館で追悼コンサートを催してきたが、主催メンバーや遺族らの高齢化により、10回目となる2011年で幕を下ろした。

## 利用案内
- 開館時間 - 10:00〜16:00
- 休館日 - 月曜日、木曜日、年末年始
- 入館料 - 無料

## 交通アクセス
- 仁川駅（阪急今津線）から仁川沿いに上流方向へ約1.6km、徒歩30分
- 阪急バス関西学院前停留所および阪神バス県立甲山森林公園前停留所から徒歩約15分
- 駐車場がなく、また資料館周辺は住宅街であるため、徒歩による来館が望ましい。